# Амдарх (король Стратклайда)
Амдарх (гэльск. Amdarch, валл. Rhydderch, англ. Amdarch; умер в 973) — король Стратклайда с 971.

## Биография
Известно о нём очень мало. Согласно хроникам, Амдах был сыном Домнала, которого обычно идентифицируют с королём Дональдом III. В 971 году король Амдарх  убил в Ибандонии короля Альбы Кулена. Название «Ибандония» точно не идентифицирована. «Хроника Мелроза» указывает, что убийство произошло в Лотиане, причиной же его стало изнасилование Куленом дочери Амдарха. «Хроника королей Альбы» добавляет, что вместе с Куленом был убит его брат Эохайд.
Амдах умер вероятно в 973 году, когда новым королём упоминается его брат Малкольм.